# Diócesis de Budva
La diócesis de Budva o de Budua (en latín: Dioecesis Buduanensis y en italiano: Diocesi di Budua) fue una circunscripción eclesiástica de la Iglesia católica en Montenegro. Se trataba de una diócesis latina, sufragánea de la arquidiócesis de Bar. Fue suprimida el 30 de junio de 1828 y restaurada como diócesis titular en 1933 con el nombre de diócesis de Budva o de Budua. Desde el 28 de octubre de 2016 su obispo titular es Socrates Calamba Mesiona, de la Sociedad Misionera de Filipinas.

## Territorio y organización
La diócesis extendía su jurisdicción sobre los fieles católicos de rito latino residentes en parte de la costa del mar Adriático en la actual Montenegro.
La sede de la diócesis se encontraba en la ciudad de Budva, en donde se halla la excatedral de San Juan Bautista, que hoy pertenece a la diócesis de Kotor.

## Historia
La diócesis de Budva tiene orígenes inciertos.
En 1034 pasó a formar parte de la provincia eclesiástica de la arquidiócesis de Bar o Antivari. En 1078 se convirtió en sufragánea de la arquidiócesis de Ragusa (hoy diócesis de Dubrovnik), pero en 1174 regresó a la provincia eclesiástica de Bar.
El 27 de febrero de 1532 se unió a la diócesis de Ulcinj o Dulcigno, y la unión se materializó el 21 de junio de 1536 tras la muerte del último obispo de Dulcigno. El último obispo residente de Budva fue Antonio Ciurlit, nombrado el 4 de febrero de 1558.
Después de un largo período de sede vacante, a partir de la tercera década del siglo XVII la diócesis ya no tuvo obispos propios y fue confiada a vicarios apostólicos o administradores apostólicos, generalmente obispos de diócesis vecinas y predominantemente arzobispos de Bar.
De hecho, la diócesis desapareció y el territorio diocesano se consideró tierra de misión. Cuando, en la primera mitad del siglo XIX la Santa Sede dispuso la reorganización de las diócesis dálmatas, la de Budva ni siquiera se tuvo en cuenta. En la bula Locum beati Petri del 30 de junio de 1828 el papa León XII separó la paroecia Buduae de la sede de Bar y la integró en el territorio de la diócesis de Kotor o Cattaro.

### Diócesis titular
Desde 1933 Budva figura entre las sedes episcopales titulares de la Iglesia católica como diócesis de Budva o de Budua. Desde el 28 de octubre de 2016 su obispo titular es Socrates Calamba Mesiona, M.S.P., vicario apostólico de Puerto Princesa.

## Episcopologio

### Obispos residentes
- Anónimo † (mencionado en 1250)
- Incelerio Prodić, O.E.S.A. † (antes de 1273-después de 1299)
- Giovanni † (antes de 1330-después de 1331)
- Pietro † (mencionado en 1343)
- Enrico † (antes de 1344-después de 1346)
- Giovanni Luciani, O.F.M. † (1360-?)
- Guglielmo, O.P. † (1379-?)
- Alberto † (antes de 1381-después de 1384 falleció)
- Giovanni Egret, O.F.M. † (26 de febrero de 1386-?)
- Otto Roder, O.P. † (23 de diciembre de 1401-?)
- Giovanni, O.P. † (23 de marzo de 1433-?)
- Johann Schedemecker, O.E.S.A. † (27 de junio de 1438-14 de marzo de 1452 falleció)
- Giovanni Rubini, O.E.S.A. † (21 de noviembre de 1446-20 de septiembre de 1447 nombrado obispo de Stagno y Curzola)
  - Hilger de Burgis, O.Carm. † (1446-1 de noviembre de 1452 falleció) (antiobispo)
- Giovanni de Breberio, O.F.M. † (16 de octubre de 1447-?)
- Joannes de Wernigerode, O.P. † (7 de abril de 1484-?)
- Simone Boschetti † (5 de mayo de 1518-?)
- Gonzalo Carvajal † (20 de mayo de 1524-?)
- Giacomo de Medro, O.F.M. † (3 de octubre de 1530-después de 1536)
- Leonardo Lave (o Lana) † (5 de mayo de 1546-?)
- Antonio Ciurlit † (4 de febrero de 1558-?)
  - Sede vacante

### Vicarios y administradores apostólicos
- Marino Bizzi † (4 de febrero de 1608-16 de septiembre de 1624 renunció)
- Francesco Cruta † (7 de enero de 1634-?)
- Giovanni Bactuta † (5 de julio de 1646-?)
- Giovanni Markević † (15 de octubre de 1648-?)
- Andrea Zmajević † (23 de diciembre de 1670-7 de septiembre de 1694 falleció)
  - Daniele Duranti, O.F.M. † (29 de marzo de 1696-1696) (administrador apostólico electo)
- Marino Drago † (7 de julio de 1696-?)
- Vićenco Zmajević † (24 de diciembre de 1701-27 de mayo de 1713 nombrado arzobispo de Zadar)
- Matija Štukanović † (17 de junio de 1713-?)
- Vićenco Zmajević † (12 de agosto de 1713-?) (por segunda vez)
- Bernardo Domenico Leoni † (13 de julio de 1714-?)
- Lazzaro Uladagni † (7 de septiembre de 1750-4 de febrero de 1786 falleció)
- Giorgio Giunchi † (1 de septiembre de 1786-26 de enero de 1787 falleció)
- Giorgio Angelo Radovani † (27 de abril de 1787-15 de noviembre de 1790 falleció)
- Francesco Borzi † (27 de septiembre de 1791-1822 falleció)
- Vincenzo Battucci † (13 de enero de 1824-1828)

### Obispos titulares
- Victorino Cristobal Ligot † (12 de febrero de 1969-6 de febrero de 1970 nombrado obispo de San Fernando de La Unión)
- Louis-Bertrand Tirilly, SS.CC. † (17 de marzo de 1970-27 de septiembre de 1976 renunció)
- António José Rafael † (2 de diciembre de 1976-26 de febrero de 1979 nombrado obispo de Braganza y Miranda)
- Ruben Tolentino Profugo † (27 de agosto de 1979-15 de mayo de 1982 nombrado obispo de Lucena)
- Eustaquio Pastor Cuquejo Verga, C.SS.R. † (27 de junio de 1982-19 de abril de 1990 nombrado prelado de Alto Paraná)
- Fabio de Jesús Morales Grisales, C.SS.R. † (15 de abril de 1991-29 de octubre de 1999 nombrado obispo de Mocoa-Sibundoy)
- Jorge García Isaza, C.M. † (17 de febrero de 2000-16 de agosto de 2016 falleció)
- Socrates Calamba Mesiona, M.S.P., desde el 28 de octubre de 2016